# Idotea metallica
Idotea metallica is een pissebed uit de familie Idoteidae. De wetenschappelijke naam van de soort is voor het eerst geldig gepubliceerd in 1802 door Bosc.